# رضا مرتضوی
رضا مرتضوی (زادهٔ ۲۲ آذر ۱۳۶۰) موسیقی‌دان، آهنگساز و بازیگر اهل ایران است.

## زندگی‌نامه
رضا مرتضوی ۲۲ آذر ۱۳۶۰ در تهران متولد شد. او در کودکی با سازهای ملودیکا و کیبورد الکترونیک آشنا شد٬ پس از پایان دبیرستان، تحصیلات خود را در رشته مدیریت صنعتی دانشگاه علم و فرهنگ ادامه داد و همزمان نوازندگی پیانو را دنبال کرد، در سال ۱۳۸۰ فراگیری دروس نظری موسیقی نظیر: هارمونی، کنترپوان، فرم و آنالیز، سازشناسی و ارکستراسیون را زیر نظر کامبیز روشن روان آغاز کرد و در سال ۱۳۸۵ در مقطع کارشناسی مدیریت صنعتی فارغ‌التحصیل شد. وی در سال ۱۳۸۵ در مقطع کارشناسی ارشد رشته آهنگسازی دانشگاه سوره پذیرفته و در سال ۱۳۸۸ مدرک کارشناسی ارشد آهنگسازی را اخذ کرد. در سال ۱۳۸۹ به دنبال کسب تجربه‌های بیشتر در زمینه آهنگسازی در مرکز بین‌المللی آهنگسازی «ویسبی» وابسته به جامعه بین‌المللی موسیقی معاصر در کشور سوئد اقامت گزید و پس از ۱ سال به ایران بازگشت و فعالیت‌های هنری خود را ادامه داد. وی جایزه آهنگسازی بیست و چهارمین جشنواره بین‌المللی موسیقی فجر، را کسب کرده‌است. او در اسفند ماه ۱۳۹۶ آلبوم موسیقی «۳۵ میلیمتری» که منتخبی از موسیقی ۷ اثر تصویری است را منتشر نمود.

## فعالیت‌های هنری
عضو مجمع بین‌المللی آهنگسازان معاصر، عضو هیئت فنی کانون آهنگسازان سینمای ایران، عضو کانون آهنگسازان خانه موسیقی، تدریس دروس آهنگسازی و موسیقی فیلم در دانشگاه، آهنگسازی قطعه «شبانه» با اجرای ارکستر زهی «گلَسپرلنسپیل سینفونیتا» کشور استونی در سی امین جشنواره بین‌المللی موسیقی فجر (۱۳۹۳)، بازی در فیلم سینمایی «سبیل مردونه» به کارگردانی «جواد اردکانی» (۱۳۸۶)، بازی در فیلم سینمایی «خواب است پروانه» به کارگردانی «مزدک میرعابدینی» (۱۳۸۹)، بازی در فیلم سینمایی «به دنیا آمدن» به کارگردانی «محسن عبدالوهاب» (۱۳۹۴)

## آثار موسیقی فیلم و تئاتر
- «بنیان‌گذار محک» به کارگردانی محسن عبدالوهاب - فیلم مستند (۱۳۹۶)[۱۱]
- «سد معبر» به کارگردانی محسن قرائی - فیلم سینمایی (۱۳۹۵)[۱۲]
- «طبرستانی‌ها» به کارگردانی محسن عبدالوهاب - فیلم مستند (۱۳۹۵)[۱۳]
- «سه خواهر و دیگران» به کارگردانی حمید امجد - تئاتر (۱۳۹۵)[۱۴]
- «گلهای زرد» به کارگردانی عاطفه نوری - فیلم کوتاه (۱۳۹۳)
- «حق سکوت» به کارگردانی محمدهادی نائیجی - فیلم سینمایی (۱۳۹۳)[۱۵]
- «پرواز به تاریکی» به کارگردانی افشین هاشمی - تئاتر (۱۳۹۲)[۱۶]
- «داستان عوضی» به کارگردانی فریدون جیرانی - فیلم تلویزیونی (۱۳۹۱)[۱۷]
- «خسته نباشید!» به کارگردانی افشین هاشمی و محسن قرائی - فیلم سینمایی (۱۳۹۱)[۱۸]
- «مزرعه حسن آقا» به کارگردانی عاطفه نوری - فیلم کوتاه (۱۳۹۲)[۱۹]
- «مسافر بهشت» به کارگردانی فریدون جیرانی - فیلم تلویزیونی (۱۳۹۱)
- «پل» به کارگردانی تینا پاکروان - فیلم تلویزیونی (۱۳۹۰)[۲۰]
- «آدم‌های بیدرویه» به کارگردانی محمد رضایی راد - فیلم مستند (۱۳۸۹)
- «پ مثل پرنده» به کارگردانی امیرهادی ملک اسماعیلی - فیلم کوتاه (۱۳۸۸)[۲۱]

## جوایز
- تقدیر و جایزه بخش آهنگسازی بیست و چهارمین جشنواره بین‌المللی موسیقی فجر برای ساخت قطعه «ایران ۱۳۵۷ تا ۱۳۷۸».[۴]
- تندیس جشنواره، جایزه نقدی و لوح تقدیر پنجمین «جشنواره موسیقی مقاومت» در بخش آهنگسازی موسیقی روز[۲۲]